# برينتون براون
برينتون براون (بالإنجليزية: Brenton Brown)‏ هو ملحن أمريكي، ولد في 1 يوليو 1973 في كيب تاون في جنوب أفريقيا.

## وصلات خارجية
- الموقع الرسمي
- برينتون براون على موقع ميوزك برينز (الإنجليزية)
- برينتون براون على موقع أول ميوزيك (الإنجليزية)
- برينتون براون على موقع ديسكوغز (الإنجليزية)